# Sagittarii
Sagittarii (en singular, sagittarius) era el nombre que recibían en la Antigua Roma los arqueros que formaban parte de las tropas auxiliares.
Presumiblemente, y hasta épocas muy tardías, la mayor parte de los sagittarii eran arqueros de infantería, que se desplazaban a pie.
A pesar de los contactos y guerras entre el ejército romano y las naciones orientales como Partia u otras, en las que existía una caballería de arqueros de una gran importancia táctica, no existe ninguna mención clara de la existencia de arqueros a caballo en los ejércitos romanos hasta la Notitia Dignitatum, tras el contacto con los hunos. Sí que se mencionan, sin embargo, hostigadores a caballo armados con jabalinas.
En el siglo V d. C. sí que aparecen numerosos regimientos romanos de caballería entrenados para usar el arco como suplemento a sus espadas y lanzas, pero los sagittarii parece que usaban el arco como su arma primaria, y no como un arma suplementaria. Según la Notitia Dignitatum, la mayoría de las unidades de sagittarii, y especialmente las montadas a caballo, estaban ubicadas en la parte oriental del Imperio o en África. El uso del arco como un arma primaria probablemente se originó en el este, a finales del siglo IV y comienzos del siglo V, como forma de ayudar al ejército romano a enfrentarse a los arqueros a caballo persas y hunos.
En la época de los relatos de Procopio y del Strategikon del emperador Mauricio I, la principal arma de los ejércitos romanos era la caballería, gran parte de la cual estaba armada con arcos. Tras la caída del Imperio de Occidente, los ejércitos orientales mantuvieron el uso militar de arqueros a caballo durante siglos.

## Equipamiento
El arma habitual de los arqueros romanos era el arco compuesto, aunque Vegecio recomienda que los reclutas se entrenasen con el arcubus ligneis, de madera y que podría proceder de la costumbre noreuropea de usar el arco largo. Se ha sugerido que la mayoría de los arcos compuestos utilizados por los romanos fuesen asimétricos, con la curva inferior más corta que la superior.